# شلالات هوجيناكال
شلالات هوجيناكال هو شلال على نهر كافيري يقع في جنوب الهند في ولاية تاميل نادو.